# Мандахнаран, Эрдэнэцогтын
Эрдэнэцогтын (Эрденецогт, Эрдэнэцогт) Мандахнаран (монг. Эрдэнэцогтын Мандахнаран; род. 31 марта 1991) — монгольская шашистка (международные шашки). Чемпионка Азии 2013 года, серебряный призёр чемпионата Азии 2012 года в формате быстрые шашки, бронзовый призёр чемпионата Азии 2010 года в формате блиц, бронзовый призёр чемпионата Азии 2012 года, чемпионка Монголии 2013 года среди женщин. Участница Всемирных интеллектуальных игр 2008 и 2012 годов, чемпионата мира 2013 года (13-е место в основной программе, 14-е в быстрых шашках и 17-е в блице), III Международных спортивных игр «Дети Азии» 2004 года (все — в Якутске). Международный гроссмейстер.
FMJD-Id: 16501